# Patricia Espinosa
Patricia Espinosa Cantellano (Cidade do México, 21 de outubro de 1958) é uma diplomata mexicana, atual Secretária de Relações Exteriores. Tomou posse deste último cargo em 2016 após a nomeação pelo presidente Felipe Calderón. 
Formada em Relações internacionais pelo Colegio de México e em direito internacional pelo IUHEI, foi também  embaixadora na Áustria, Alemanha, Eslovênia e Eslováquia, antes de assumir a Secretaria. 

## Carreira
Iniciou sua carreira diplomática em 16 de setembro de 1986. Foi Representante do México perante as Nações Unidas em Genebra e Nova Iorque, notabilizando-se por tratar de temas envolvendo narcotráfico, direitos humanos e desenvolvimento social. Nomeada embaixadora em 2001 e um ano após foi nomeada Embaixadora do México em Berlim. Durante este período foi também representante de seu país perante a Agência Internacional de Energia Atômica.